# 照護寺
照護寺（しょうごじ）は、福井県福井市松本にある浄土真宗寺院。浄土真宗本願寺派。一家衆・院家・別格寺だった。旧称は照桂坊。通称は桂島照護寺、森本照護寺。山号は桂島山。墓地は足羽山西墓地第3号墓に有する。

## 歴史

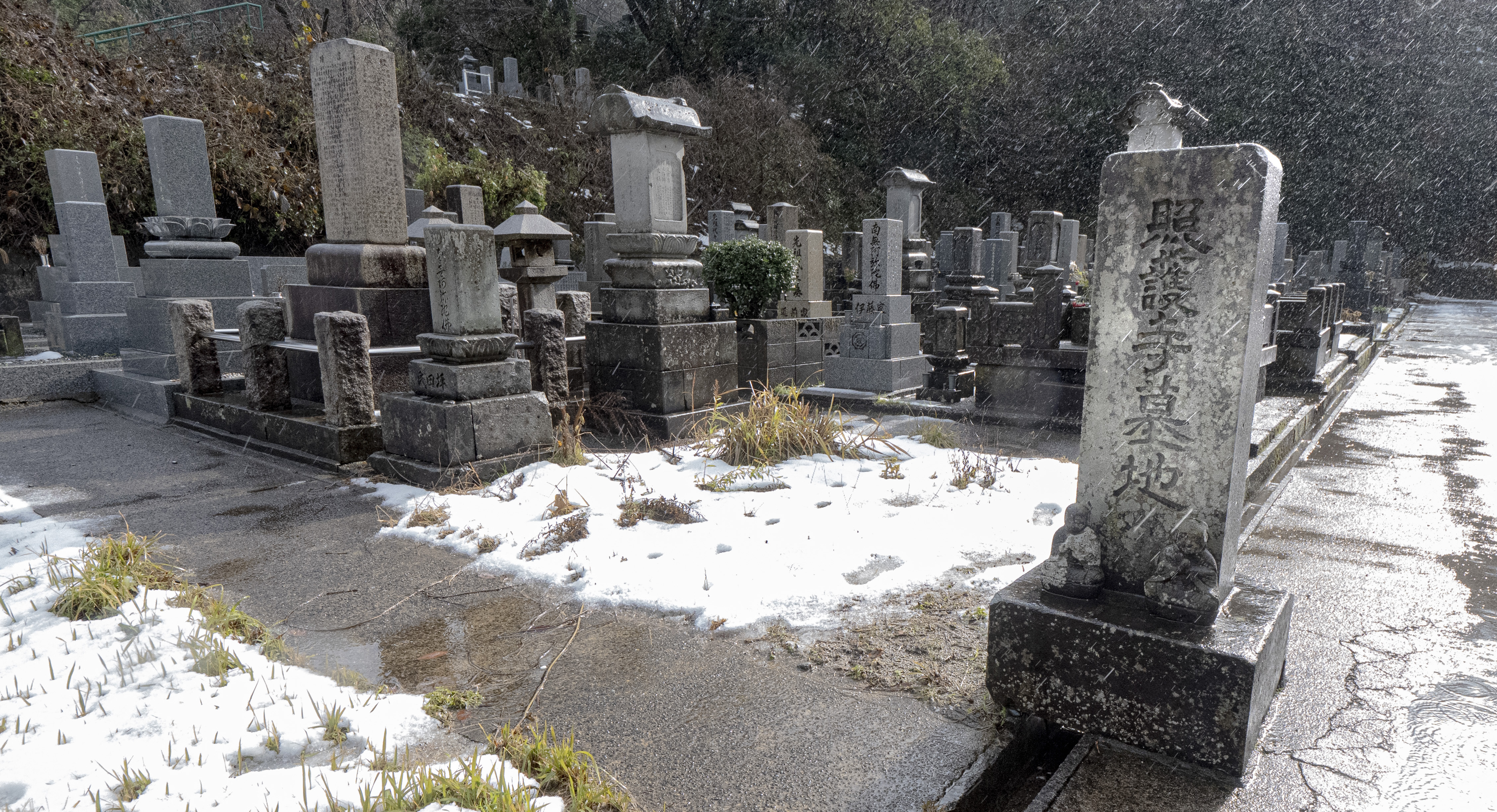
足羽山西墓地（照護寺）

創建年は不明だが、1363年（貞治2年）に天台宗から浄土真宗に改宗しているため14世紀には存在していた。元々は現在の福井市稲津町（桂島：足羽川の右岸）に位置しており、斯波氏の家臣、甲斐氏の一族良観が同家の菩提寺として開基したとされる。良観が還俗する際、西本願寺五代の法主綽如の孫、石田西光寺（鯖江市）の永存の長男蓮真が住持となった。
- 1407年（應永14年）、照護寺の門弟藤田之良観が「良観和讃」を著する。
- 1471年（文明3年）、浄土真宗本願寺派宗主である蓮如が越前吉崎に下向し、吉崎御坊という坊舎を建立した。それに続き照護寺を始め本覚寺、興宗寺、本向寺、超勝寺などが48もの多屋という宿坊を建て一帯は寺内町となった。
- 1475年（文明7年）、蓮如が越前吉崎を退転後、加賀国森本（現在の石川県金沢市南森本町）に移転する[4]。
- 1506年（永正3年）、大規模な加賀一向一揆である九頭竜川の戦いでは一揆側に味方し[5]、加賀・能登・越中軍勢8万8千人とともに九頭竜口にて朝倉貞景・朝倉宗滴の軍勢と戦ったが敗れた。
- 1575年（天正3年）、5代顕如は石山合戦時の織田信長による越前攻め入り時に一騎側の大将の一人として越前吉崎の港に砦を築いた[6]。
- 1594年（文禄3年）、能州照護寺として越中に移していた[7]。
- 1596年（慶長元年）頃、堀秀政より所領を賜り福井城下（現在の福井市春山）に移転した[8]。
- 1659年（万治2年）、大火により焼失し現在地に移転した。
- 1945年（昭和20年）、福井空襲により戦災。
- 1948年（昭和23年）、福井地震により震災。
- 1966年（昭和41年）、再建。
- 2010年（平成22年）、本堂兼住宅の1階部分が火事となる。

## 良観和讃
大谷大学図書館所蔵の「良観和讃」は、1407年（應永14年）に六角堂照護寺の門弟藤田之良観が著した6篇の和讃集である。親鸞奉讃（上・下巻）、法然上人奉讃（上・下巻）、上宮太子奉讃（上・下巻）からなる。
この内、上宮太子奉讃（上巻）は法隆寺に伝わる叡尊という太子和讃で、下巻は高野山に伝わる聖徳太子和讃である。親鸞奉讃（上巻）には、親鸞の幼名を「十八公若（やそきみわか）」と記し幼名が史上に現れた最初の文献であるとされる。

## 歴代住職
- 初代 良観（?-?）：良空。室は興行寺開山周覚娘の良宗。
- 2代　蓮真（1443-1511）：玄永。砂子坂道場（城端別院善徳寺）を創建。
- 3代　実順（?-1534）：玄昭。蓮真の子。
- 4代　証祐（1499-1557）：玄尋。祐正。実順の子。
- 5代　顕秀（?-1597）：玄流。越前国北ノ庄領主の堀秀政より所領を賜り現在地へと移転する[11]
- 6代　准周（?-1654）：祐明。
- 7代　准専（?-1655）：昭周。
- 8代　准良（?-1660）：明厳。
- 9代　良祐（?-1672）：円純。
- 10代　寂祐（?-1720）：常宣。
- 11代　寂慧（?-1735）：
- 12代　住勝（?-1762）：
- 13代　法秀（?-1788）：
- 14代　法巍（?-1835）：
- 15代　本乗（?-1869）：
- 16代　広延（1824-1884）：
- 17代　広洗（1856-1937）：
- 18代　武田淳心（?-1951）：
- 19代　武田照淳（?-2010）：
- 20代　武田照寧（）：

## 所在地
- 福井県福井市松本4-7-3

## アクセス
- えちぜん鉄道三国芦原線 田原町駅より徒歩約5分。